# برمنغهام سباربروك وسمول هيث (دائرة انتخابية في المملكة المتحدة)
برمنغهام، سباربروك وسمول هيث (بالإنجليزية: Birmingham, Sparkbrook and Small Heath)‏ هي إحدى الدوائر الانتخابية في المملكة المتحدة الممثلة في مجلس العموم في برلمان المملكة المتحدة.
عضو البرلمان الذي يمثلها حالياً هو :Mr Roger Godsiff (Lab).